# 대현석
대현석(大玄錫, ?~894년)은 발해의 제13대 국왕이다. 시호는 알려져 있지 않으며, 연호는 알려져 있지 않다. 한때 경왕(景王)으로 알려졌다. 대현석을 경왕, 대인선을 애왕이라 부르는 경우가 있으나 이는 신라의 경애왕과 혼동하여 잘못 만들어낸 오류이다.

## 치세
사서에 의하면 그는 대건황의 손자다. 대중상의 아들 대야발의 7대손이 된다. 형제자매의 수는 기록이 사라져 알 수 없다.
신당서 219권의 발해편에는 선대왕과 후대 왕의 관계를 기술하였으나 대건황 이후의 세계를 ，仁秀死諡宣王 子新德蚤死 孫彝震立改年鹹和 明年詔襲爵 終文宗世來朝十二 會昌凡四 彝震死 弟虔晃立 死 玄錫立 咸通時三朝獻이라 하여 건황과 현석의 관계를 수록하지 않았다. 이를 두고 유득공은 발해고를 통해 대현석이 대건황의 아들이라 보았으나, 정약용은 발해속고에서 年月世系 史無所紀라 하여 년월과 세계가 전하지 않는다고 보고 후대로 봤다.
871년 정당성공목관(政堂省孔目官) 양성규(楊成規) 등 105인의 사신을 교역 목적으로 일본에 파견, 그러나 일본에 기침 전염병이 있어 지연되다가 872년 5월 그가 보낸 예물을 전달하고 일본 왕은 양성규에게 종3위 훈위를 수여하는 형식적인 답례 후 귀환했다. 이후 일시적으로 일본과 사무역이 성사됐다.
871년 대건황이 죽자 왕위를 계승했다. 연호는 알려져 있지 않다.
《신당서》 219권 발해전(渤海傳)에 당(唐)나라 의종(懿宗, 재위: 859년 - 873년) 때 세 차례나 직접 당나라에 가서 국교를 강화하였다고 한다. 혹은 사신을 세 번 보냈다는 설도 있다. 그러나 그가 즉위한 지 얼마 안돼 당 의종은 사망했다. 876년 12월에는 일본과의 교역 확대를 위해 정당성공목관(政堂省孔目官) 양성규(楊成規), 양중원(揚中遠) 등을 비롯한 105인의 사절단을 일본에 보냈다. 이들은 877년 1월 16일에 일본에 도착했으며 그해 귀국했다. 그리고 882년에는 배정(裵挺) 등 105명을 사절단으로 보냈다. 892년에 그가 파견한 발해 사신과 일본 외교관 사이에 주고받은 편지 서신이 菅家文草에 일부 수록되었다. 894년 사망했다.
신당서 219권에 의하면 그의 대에까지 당나라에 사절을 보내고 교류했다 한다.
정약용은 발해속고에서 현석이 50년간 재위했다고 하나 신뢰하기 어려우며 이후 말왕 대인선과의 사이에 있던 몇몇 왕의 이름이 전해지지 않아 당나라 사서(구당서, 신당서)에서 누락됐을 것이라고 추정했다. 이는 후대의 청나라 학자 김육불에 의해 실체로 확인되었다.

## 가계
그가 즉위한 연도와 가계는 비교적 확실하나, 사망년도(또는 퇴위한 연도)에 대한 기록이 없고 대위해, 대인선과의 혈연관계도 확실하지 않다.
- 조부 : 원왕(大虔晃, 재위 857년~872년)
  - 부 : 대씨(미상)
    - 대현석
      - 왕자 : 대위해
        - 왕손 : 대인선

## 같이 보기
- 신라
  - 경문왕 (861년 ~ 875년)
  - 헌강왕 (875년 ~ 886년)
  - 정강왕 (886년 ~ 887년)
  - 진성여왕 (887년 ~ 897년)